# Convenció Preliminar de Pau
La Convenció Preliminar de Pau, la qual va tenir lloc a Rio de Janeiro de l'11 al 27 d'agost del 1828, va ser un acord diplomàtic entre l'Imperi del Brasil i l'Argentina.
Amb la mediació del Regne Unit, per a finalitzar la Guerra Cisplatina, Brasil i Argentina van acceptar la creació d'un país independent a la Província Cisplatina: la República Oriental de l'Uruguai. També es va acordar que la regió de les Missions Orientals, que havia estat presa per les tropes argentines durant la guerra, seria desocupada de tals tropes, reintegrant aquest territori a l'actual estat brasiler de Rio Grande do Sul.
Finalment, es va signar el Tractat de Rio de Janeiro de 1828.